# Die Eroberung der Zitadelle
Pour plus de détails, voir Fiche technique et Distribution.
Die Eroberung der Zitadelle est un film ouest-allemand réalisé par Bernhard Wicki, sorti en 1977.

## Synopsis
L'écrivain allemand Hermann Brucker a mené une vie rangée. Lors de vacances en Italie, il provoque un accident qui tue sa mère. Il décide alors de ne pas rentrer chez lui.

## Fiche technique
- Titre : Die Eroberung der Zitadelle
- Réalisation : Bernhard Wicki
- Scénario : Bernhard Wicki et Gunther Witte d'après le roman de Günter Herburger
- Musique : George Gruntz
- Photographie : Igor Luther
- Montage : Jane Seitz
- Production : Jürgen Dohme et Gunther Witte
- Société de production : Scorpion Film
- Pays de production :  Allemagne de l'Ouest
- Genre : Drame
- Durée : 151 minutes
- Dates de sortie : 
  - Allemagne de l'Ouest : 8 juillet 1977

## Distribution
- András Fricsay (en) : Hermann Brucker
- Antonia Reininghaus : Alessandra
- Armando Brancia : Rodolfo Battipana
- Dieter Kirchlechner (de) : Niccolo Battipana
- Ivan Desny : Faconi
- Kostas Papanastasiou : Yamalakis
- Kurt Mergenthal : Iker
- Vittoria Di Silverio : Rosa Battipana
- Assunta De Maggi : Sophia
- Elena De Maggi : Lucia
- Ivan J. Rado

## Distinctions
Le film a été présenté en sélection officielle en compétition lors de Berlinale 1977,.